# 高駅
高駅（たかえき）は、広島県庄原市高町市場にある、西日本旅客鉄道（JR西日本）芸備線の駅である。

## 歴史
- 1934年（昭和9年）3月15日：庄原線（当時）が備後庄原駅から備後西城駅まで延伸した際に開業[1]。
- 1936年（昭和11年）10月10日：庄原線が三神線に編入され、当駅もその所属となる。
- 1937年（昭和12年）7月1日：三神線が芸備線の一部となり、当駅もその所属となる。
- 1962年（昭和37年）3月11日：貨物取扱廃止[1]。
- 1972年（昭和47年）9月1日：荷物扱い廃止[1]。
- 1983年（昭和58年）10月31日：無人駅化[2]（簡易委託駅化）。
- 1987年（昭和62年）4月1日：国鉄分割民営化により、西日本旅客鉄道の駅となる[1]。
- 2010年（平成22年）：交換設備が撤去される。

## 駅構造
単式ホーム1面1線を有する地上駅。三次方面に向かって右側にホームと駅舎がある。かつては相対式ホーム2面2線の構造を有していたが、2010年のダイヤ改正で当駅における列車の行き違いがなくなり、駅舎の反対側にあるホームにつながる線路のポイントが撤去されて構内単線化された（しばらくの間、駅舎反対側の線路自体は切り離された状態で残っていたが、添付画像にあるように、2019年8月時点では撤去されていた。）。 無人駅（三次鉄道部管理）となっており、自動券売機も設置されていない。かつては汲み取り式便所があったが、撤去された。

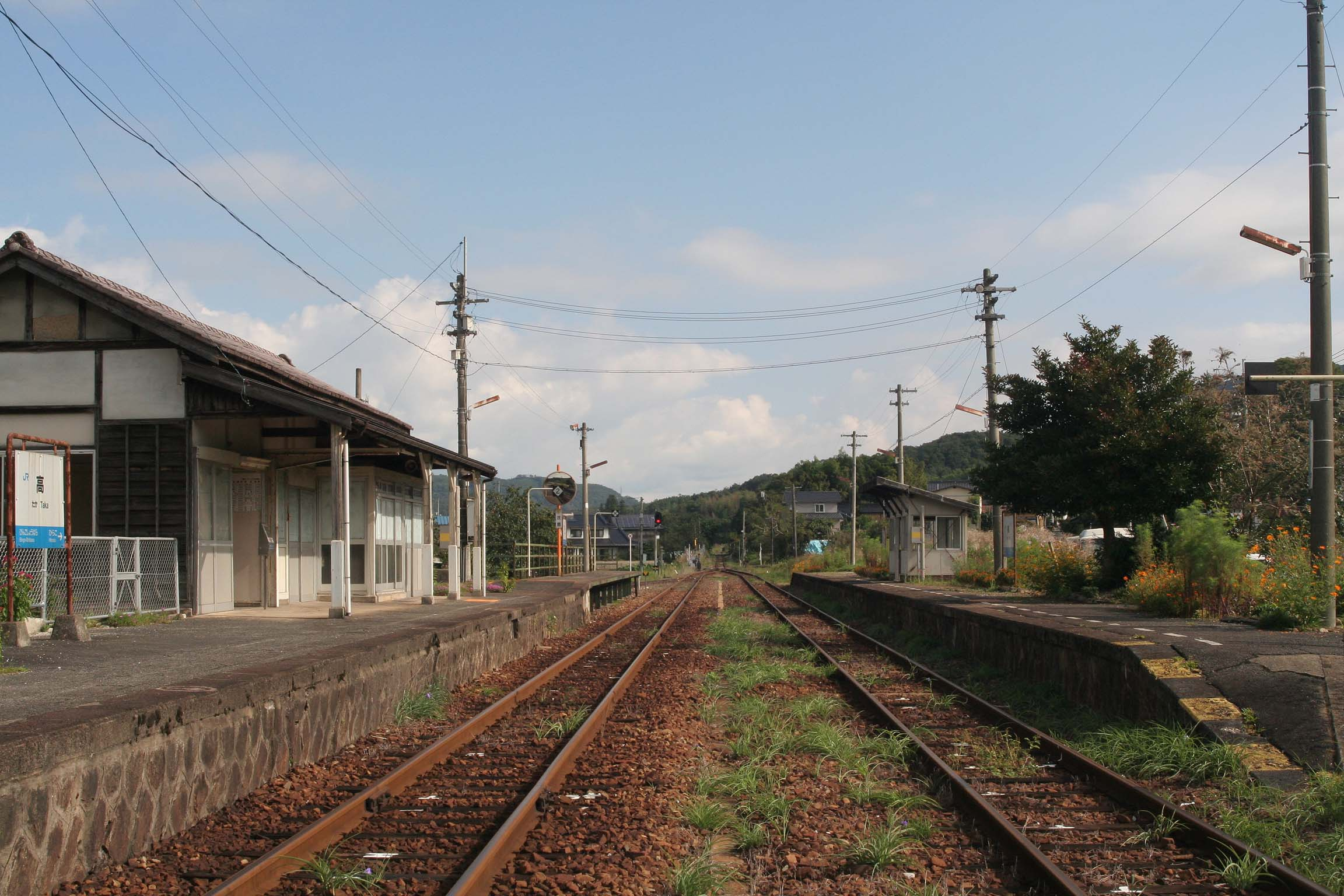
交換設備撤去前の構内（2007年10月）
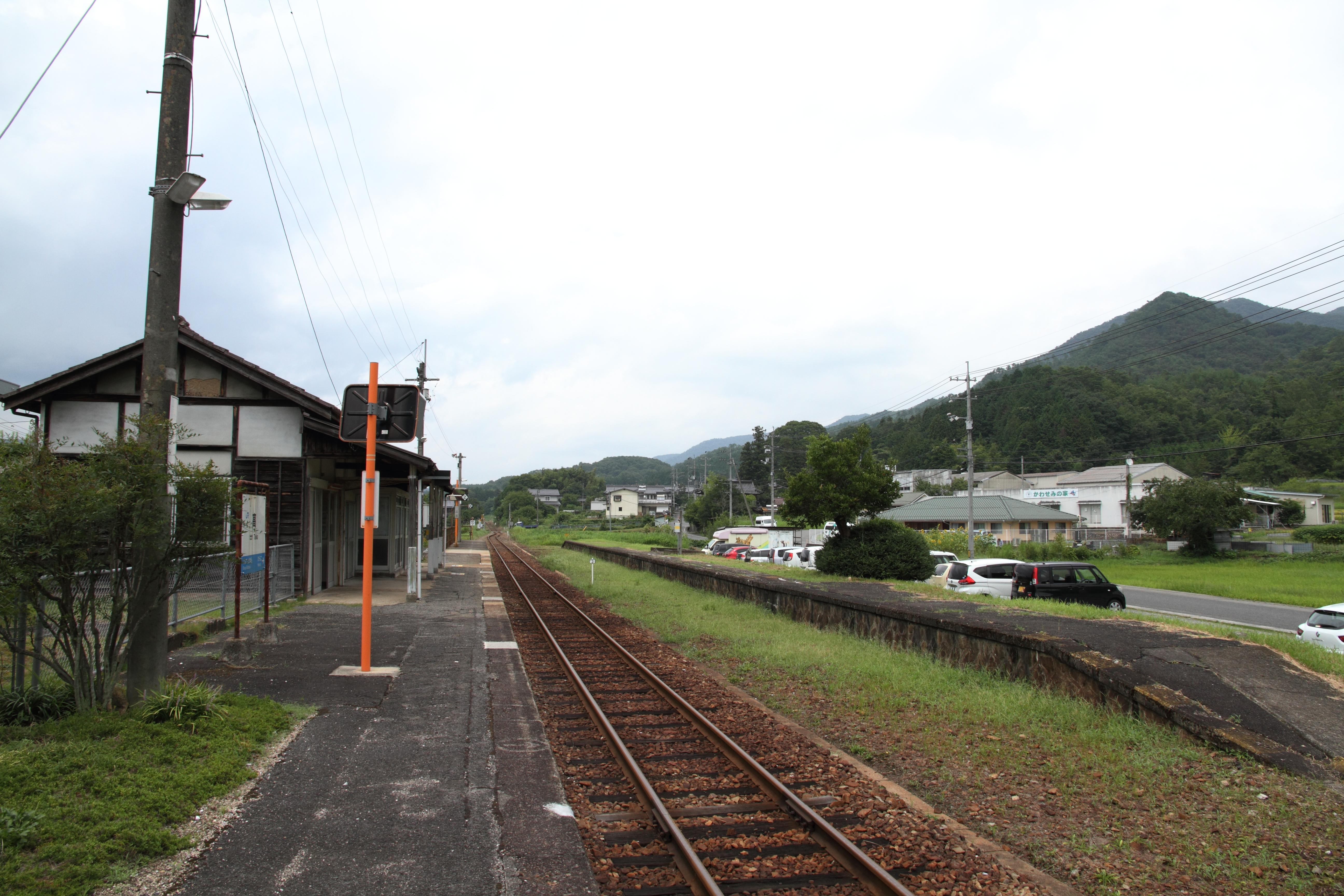
交換設備撤去後の構内（2019年8月）

## 利用状況
1日平均の乗車人員は以下の通り。
| 年度               | 1日平均 乗車人員 | 出典        |
| ------------------ | ---------------- | ----------- |
| 1981年（昭和56年） | 23               |             |
| 1990年（平成2年）  | 23               |             |
| 2002年（平成14年） | 5                | [ 3 ]       |
| 2003年（平成15年） |                  |             |
| 2004年（平成16年） |                  |             |
| 2005年（平成17年） |                  |             |
| 2006年（平成18年） |                  |             |
| 2007年（平成19年） |                  |             |
| 2008年（平成20年） |                  |             |
| 2009年（平成21年） |                  |             |
| 2010年（平成22年） |                  |             |
| 2011年（平成23年） | 1                | [ 4 ]       |
| 2012年（平成24年） | 2                | [ 4 ]       |
| 2013年（平成25年） | 2                | [ 4 ]       |
| 2014年（平成26年） | 1                | [ 5 ] [ 4 ] |
| 2015年（平成27年） | 2                | [ 4 ]       |
| 2016年（平成28年） | 2                | [ 4 ]       |
| 2017年（平成29年） | 2                | [ 4 ]       |
| 2018年（平成30年） | 1                |             |
| 2019年（令和元年） | 1                |             |
| 2020年（令和2年）  | 0                |             |

## 駅周辺
- 庄原市立高小学校
- 高郵便局
- 国道183号
- 広島県道232号高停車場線
- 西城川

### バス路線
国道183号沿いに「高駅前」停留所があり、備北交通の三城線が同停留所を経由する。

## 隣の駅
西日本旅客鉄道（JR西日本）
 芸備線
平子駅 - 高駅 - 備後庄原駅